# Microlaophonte trisetosa
Microlaophonte trisetosa är en kräftdjursart som beskrevs av Geoffrey Allen Boxshall 1976. Microlaophonte trisetosa ingår i släktet Microlaophonte och familjen Laophontidae. Inga underarter finns listade i Catalogue of Life.